# Michel Juffé
Michel Juffé, född 30 mars 1945, är en fransk filosof.
Under upprorsvågen 1968 drogs han till olika "anti"-rörelser inom vänstern: anti-auktoritet, anti-psykiatri, anti-freudianism, etc. Hans tänkande skiftade dock efter inflytande från indisk och kinesisk filosofi och schamanism, men också från Spinoza, vilket kommer till uttryck i hans doktorsavhandling från 1980. Hans arbeten kretsar sedan kring frågan om människans natur och en naturalistisk etik i följd av Aristoteles, Darwin och Freud. Senare har han bland annat skrivit om kopplingen mellan filosofi och psykoanalys och hävdat att de båda springer ur samma källa, nämligen utvecklingen av den mänskliga lusten och viljan till lycka.